# Naceur El Gharbi
Naceur El Gharbi, né en 1949 à Kairouan, est un haut fonctionnaire et homme politique tunisien. Il est ministre des Affaires sociales, de la Solidarité et des Tunisiens à l'étranger entre 2010 et 2011.

## Biographie

### Jeunesse et études
Naceur El Gharbi est titulaire d'une maîtrise de droit et d'un diplôme d'études supérieures de l'École nationale d'administration (ENA).

### Carrière dans la haute fonction publique
En 1974, il devient attaché auprès du cabinet du ministre des Affaires sociales. En 1980, il est nommé directeur du développement social puis, en 1983, directeur général de l'Office de promotion de l'emploi et des Tunisiens à l'étranger ».
Entre 1988 et 1990, il est gouverneur de Gabès. Il devient à cette dernière date PDG de la Société tunisienne des industries pharmaceutiques puis, en 1996, directeur général de l'Agence tunisienne de coopération technique. Entre 2000 et 2004, il est PDG de la Pharmacie centrale de Tunisie puis, entre 2004 et 2009, PDG de la Caisse nationale d'assurance-maladie.

### Carrière professorale et politique
Professeur de droit public à l'ENA, il est élu membre de la Chambre des députés à l'occasion des élections législatives de 2009 et siège durant la XIIe législature.
Entre janvier 2010 et janvier 2011, il est ministre des Affaires sociales, de la Solidarité et des Tunisiens à l'étranger dans le gouvernement Ghannouchi I, poste qu'il abandonne après la révolution de 2011. Il est assisté d'une secrétaire d'État à la Promotion sociale, Najeh Belkhiria Karoui.

## Vie privée
Naceur El Gharbi est marié et père de quatre enfants.

## Décorations
- Commandeur de l'Ordre de la République[1]
- Médaille de la Santé publique[1]